# Anguilla anguilla

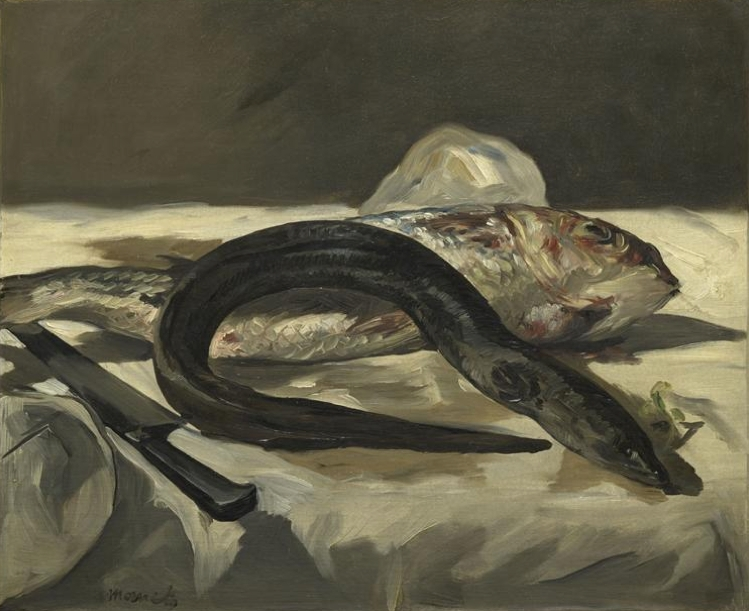
Édouard Manet, 1864

Países con acuicultura de la anguila.

La anguila europea o anguila común (Anguilla anguilla) es una especie de pez anguiliforme de la familia de los anguílidos, en peligro crítico de extinción en el norte del océano Atlántico y en todos los mares que bañan el continente europeo.

## Morfología
La longitud máxima descrita fue de 133 cm, con un peso de unos 6,6 kg, y la edad máxima descrita fue de un ejemplar con 88 años.
No tiene espinas en las aletas, con el cuerpo alargado y anguiliforme de color verde-castaño, cilíndrico en la parte delantera y algo aplanado en la parte posterior. Mandíbula inferior algo más larga que la superior y ligeramente proyectable; abertura de las branquias pequeñas y verticales, restringidas a los laterales; aleta dorsal y aleta anal muy largas y unidas a la aleta caudal, formando una única aleta que va desde el ano hasta la mitad del lomo con más de 500 radios blandos; no tiene aletas pélvicas.

## Hábitat y biología
Al final del invierno la zona donde se reproducen es en el Atlántico oeste, el llamado mar de los Sargazos, donde nacen y pasan una fase como larvas leptocéfalas que, con unos 10 meses de edad, llegan hasta las costas de Europa arrastradas por la corriente del Golfo. Son peces catádromos, que remontan los ríos de jóvenes y crecen en ellos durante muchos años, tras lo cual sufren una metamorfosis y emprenden el regreso al mar como adultos donde descienden a aguas profundas de hasta 700 m para madurar sexualmente y reproducirse, viaje durante el cual no se alimentan

## Pesca y acuicultura
A pesar de ser una especie en franca regresión en buena parte de su área de distribución la anguila europea sigue siendo una especie de gran importancia comercial, tanto pescada en los ríos cuando los remontan como alevines comercializados con el nombre de «angula», como cuando son pescados con gran tamaño antes de que regresen al mar. También son cultivados en piscifactorías con excelentes resultados aunque no se ha cerrado el ciclo y las granjas necesitan extraer de la naturaleza un suministro regular de crías salvajes para su engorde. 
Los ensayos con anguilas japonesas en acuicultura europea han creado un problema importante, al haber extendido por toda Europa un nematodo asiático (Anguilicola crassus) que amenaza la supervivencia de la especie. El parásito interno es bien tolerado por Anguilla japonica, pero destruye un porcentaje apreciable del tejido reproductivo de la anguila europea, reduciendo su fecundidad, y también daña su vejiga natatoria. Para un animal que debe hacer un largo viaje oceánico para reproducirse la carencia de vejiga puede ser desastrosa. Implica un gasto energético adicional muy importante para mantenerse a flote y es probable que las anguilas parasitadas nunca lleguen realmente a su destino por agotar antes sus reservas. Los plásticos en el mar son probablemente otro enorme problema para la supervivencia de las larvas que probablemente ingieren partículas plásticas en vez de plancton y morirán de inanición o por obstrucción intestinal, todo ello unido a la sobreexplotación pesquera hace que el futuro de la especie a medio plazo, al menos como recurso económico, sea bastante preocupante. La IUCN ha alertado de que en los últimos 60 años la población puede haberse reducido hasta en un 80%.
En la gastronomía puede ser conservada fresca, ahumada o congelada, existiendo multitud de platos tradicionales en la gastronomía europea cocinados con ella.